# Třída Smith
Třída Smith byla třída torpédoborců námořnictva Spojených států amerických. Byla to první třída amerických torpédoborců schopná oceánských plaveb. Zároveň to byly první americké torpédoborce poháněné parními turbínami a poslední využívající jako palivo uhlí. Celkem bylo postaveno pět jednotek této třídy. Torpédoborce byly nasazeny za první světové války, roku 1919 byly čtyři vyřazeny a poslední byl ještě dva roky využíván jako cvičný cíl a poté byl také sešrotován.

## Stavba
Torpédoborce třídy Smith konstrukčně navazovaly na první třídy menších amerických torpédoborců, byly však výrazně zvětšeny a vyzbrojeny baterií rychlopalných 76mm kanónů. První tři plavidla byla objednána ve fiskálním roce 1907 a zbývající dvě ve fiskálním roce 1908. V letech 1908–1910 bylo postaveno celkem pět torpédoborců této třídy. Na stavbě se podílely loděnice William Cramp & Sons ve Filadelfii, Bath Iron Works v Bathu a New York Shipbuilding Corporation v Camdenu.
Jednotky třídy Smith:
| Jméno               | Loděnice        | Založení kýlu | Spuštěna          | Vstup do služby | Osud                                                    |
| ------------------- | --------------- | ------------- | ----------------- | --------------- | ------------------------------------------------------- |
| USS Smith (DD-17)   | Cramp           | březen 1908   | 20. dubna 1909    | listopad 1909   | Od roku 1919 využíván jako cvičný cíl, 1921 sešrotován. |
| USS Lamson (DD-18)  | Cramp           | březen 1908   | 16. června 1909   | únor 1910       | Vyřazen 1919.                                           |
| USS Preston (DD-19) | New York SB     | duben 1908    | 14. července 1909 | prosinec 1909   | Vyřazen 1919.                                           |
| USS Flusser (DD-20) | Bath Iron Works | srpen 1908    | 20. července 1909 | říjen 1909      | Vyřazen 1919.                                           |
| USS Reid (DD-21)    | Bath Iron Works | srpen 1908    | 17. srpna 1909    | prosinec 1909   | Vyřazen 1919.                                           |

## Konstrukce

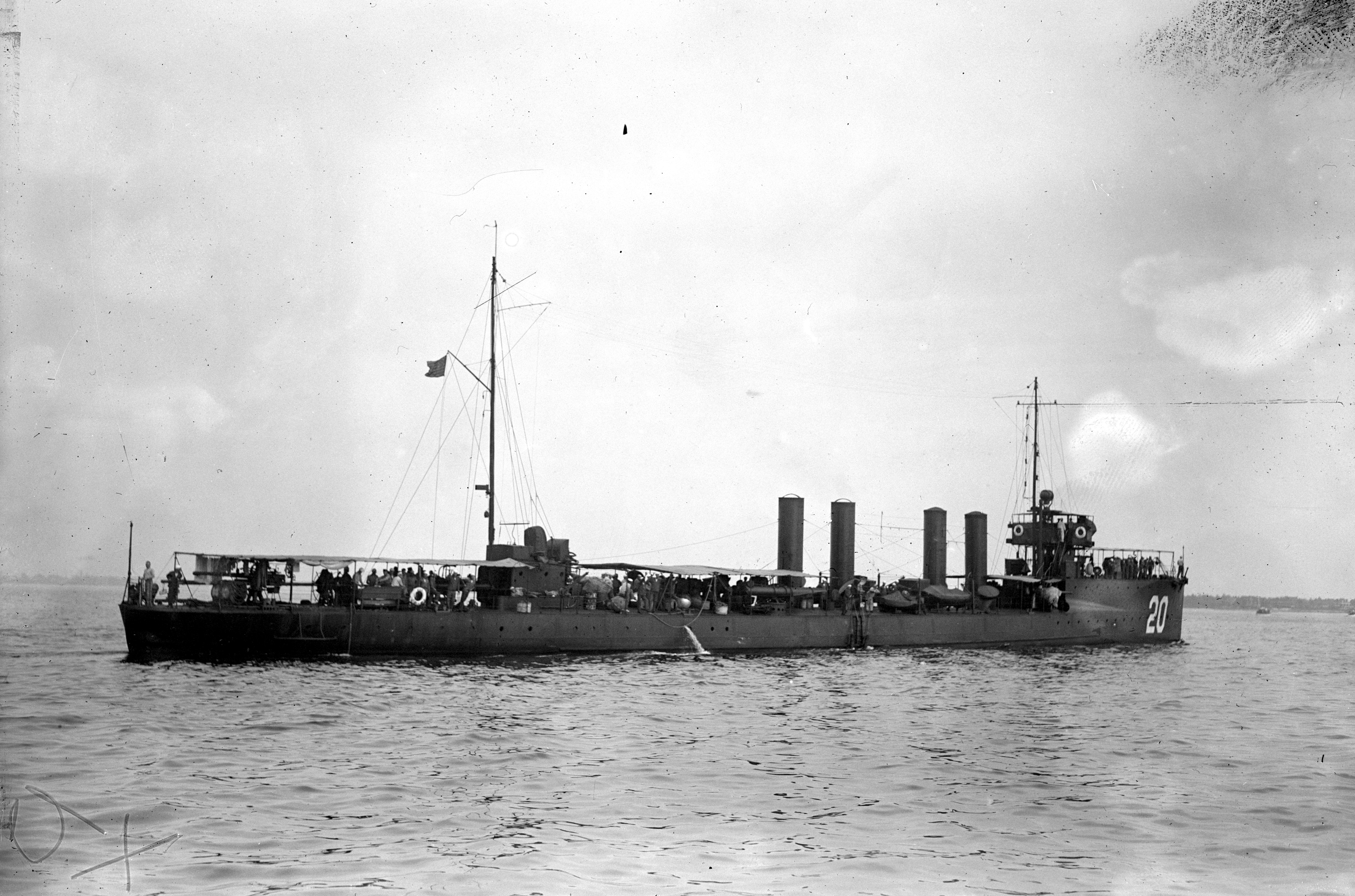
USS Flusser (DD-20)

Torpédoborce byly vyzbrojeny pěti 76mm kanóny Mk.III/V/VI v jednohlavňových postaveních a třemi 450mm torpédomety. Na palubě byla tři rezervní torpéda pro druhou salvu. Roku 1916 byl jeden 76mm kanón demontován a jednohlavňové torpédomety byly nahrazeny dvouhlavňovými, takže jejich počet vzrostl na šest. Další rezervní torpéda už nesena nebyla. Pohonný systém tvořily tři parní turbíny Parsons a čtyři kotle Mosher. Lodní šrouby byly tři. Výkon pohonného systému byl 10 000 hp. Nejvyšší rychlost dosahovala 28 uzlů. Dosah byl 2800 námořních mil při rychlosti 10 uzlů.

## Služba
Všech pět torpédoborců bylo ve službě za první světové války. Žádný nebyl ztracen. Roku 1919 byly čtyři vyřazeny a sešrotovány. Poslední Smith sloužil (společně s bitevní lodí USS Indiana (BB-1) a ponorkou USS G-1 (SS-19½)) ke zkouškám leteckého bombardování, které do listopadu 1920 probíhaly v Chesapeakské zátoce. Roku 1921 byl sešrotován.